# Cumberland County (North Carolina)
Cumberland County ist ein County im Bundesstaat North Carolina der Vereinigten Staaten. Der Verwaltungssitz (County Seat) ist Fayetteville, das nach Marie-Joseph Motier, Marquis de La Fayette, einem französischen General und Politiker, der auf der Seite der Kolonisten am Amerikanischen Unabhängigkeitskrieg teilnahm und eine wichtige Rolle in der Französischen Revolution spielte.

## Geographie

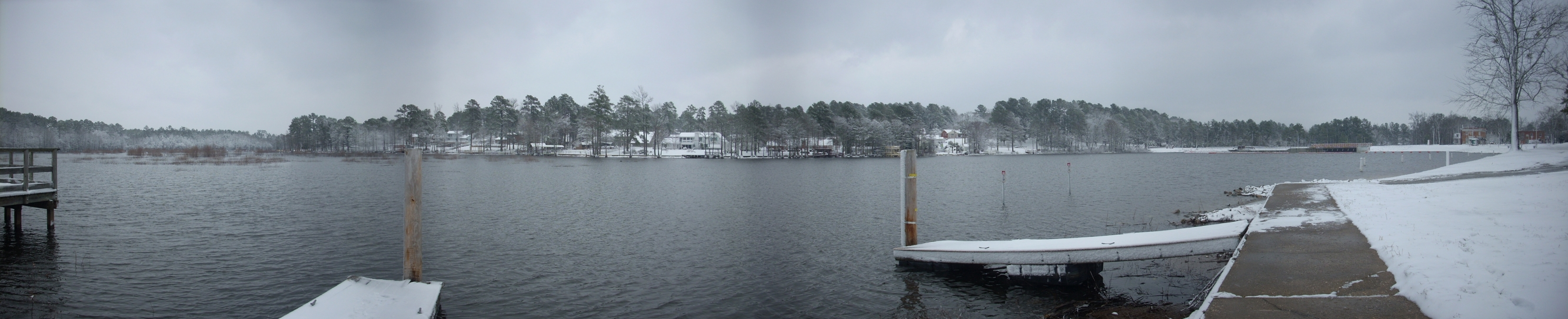
Der Hope Mills Lake im Winter

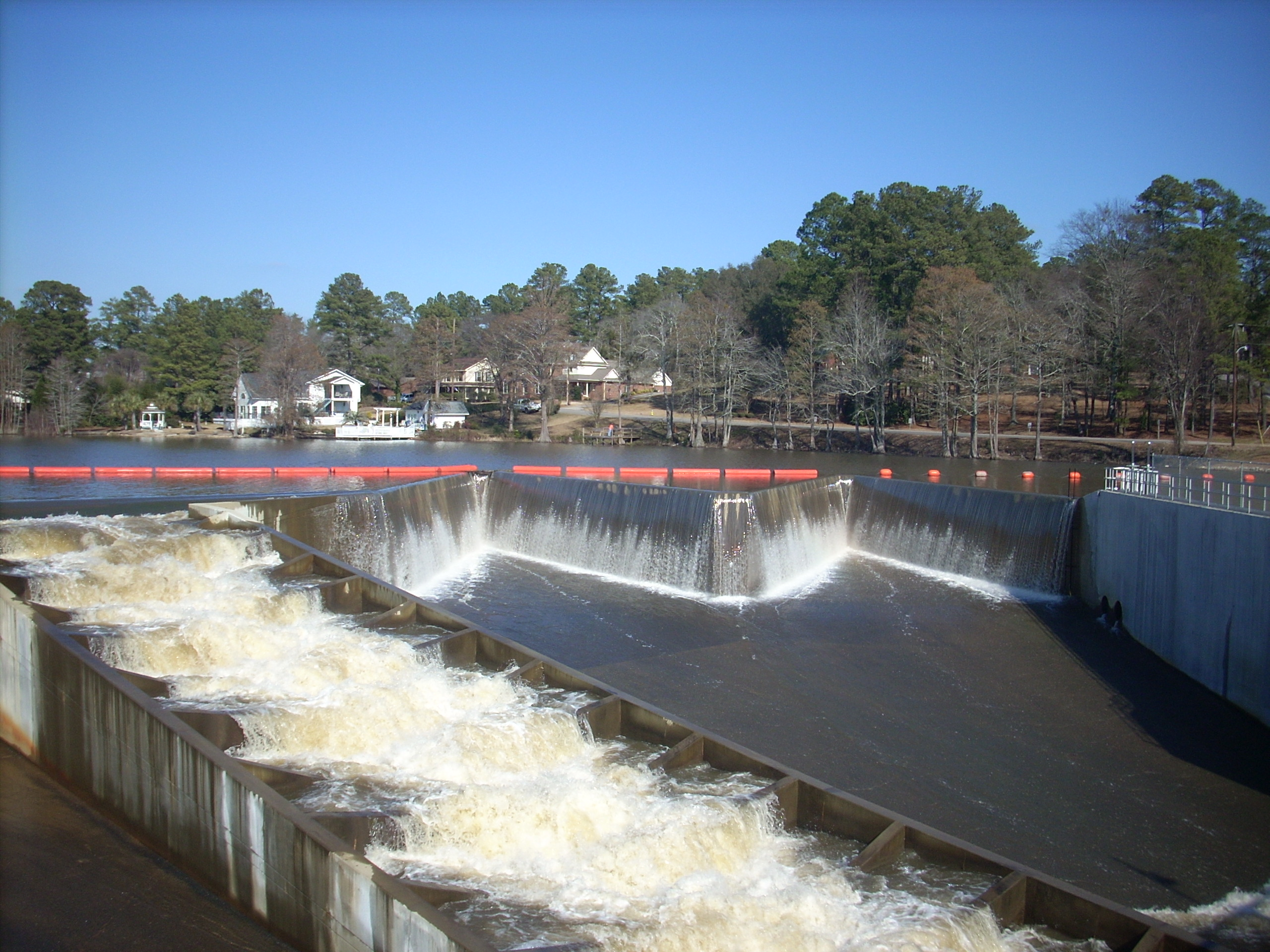
Der Hope Mills Dam

Das County liegt etwas südöstlich des geographischen Zentrums von North Carolina und hat eine Fläche von 1705 Quadratkilometern, wovon 15 Quadratkilometer Wasserfläche sind. Es grenzt im Uhrzeigersinn an folgende Countys: Harnett County, Sampson County, Bladen County, Robeson County, Hoke County und Moore County.
Cumberland County ist in elf Townships aufgeteilt: Beaver Dam, Black River, Carvers Creek, Cedar Creek, Cross Creek, Eastover, Gray’s Creek, Manchester, Pearces Mill, Rockfish und Seventy-First.

## Geschichte
Cumberland County wurde 1754 aus Teilen des Bladen County gebildet. Benannt wurde es nach Wilhelm August, Herzog von Cumberland, einem bedeutenden britischen Heerführer und dritter Sohn Georgs II., König von England, und Königin Caroline von Ansbach. 1831 zerstörte ein Großbrand rund 600 Häuser und 100 Geschäfte.

### Historische Objekte
In Fayetteville steht das historische Henry McLean House. Das Haus befindet sich an der Hay Street auf Nummer 1006. Das um 1840 errichtete Gebäude wurde am 7. Juli 1983 vom National Register of Historic Places als historisches Denkmal mit der Nummer 83001864 aufgenommen.

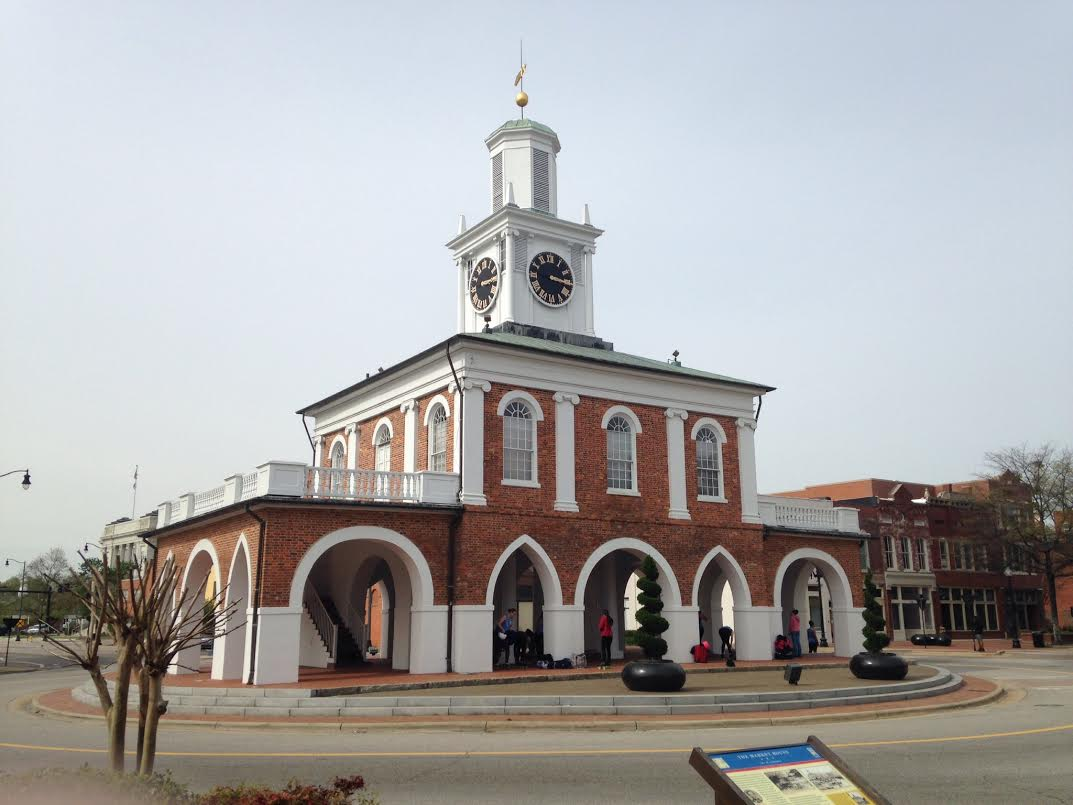
Market House (2014)

Im County liegt eine National Historic Landmark, das Market House. 70 Bauwerke und Stätten des Countys sind insgesamt im National Register of Historic Places eingetragen (Stand 24. Februar 2018).

## Demografische Daten
Nach der Volkszählung im Jahr 2000 lebten im Cumberland County 302.963 Menschen in 107.358 Haushalten und 77.619 Familien. Die Bevölkerungsdichte betrug 179 Einwohner pro Quadratkilometer. Ethnisch betrachtet setzte sich die Bevölkerung zusammen aus 55,15 Prozent Weißen, 34,90 Prozent Afroamerikanern, 1,55 Prozent amerikanischen Ureinwohnern, 1,88 Prozent Asiaten, 0,30 Prozent Bewohnern aus dem pazifischen Inselraum und 3,13 Prozent aus anderen ethnischen Gruppen; 3,09 Prozent stammten von zwei oder mehr Ethnien ab. 6,90 Prozent der Bevölkerung waren spanischer oder lateinamerikanischer Abstammung.
Von den 107.358 Haushalten hatten 39,4 Prozent Kinder unter 18 Jahren, die bei ihnen lebten. 52,9 Prozent davon waren verheiratete, zusammenlebende Paare, 15,5 Prozent waren allein erziehende Mütter und 27,7 Prozent waren keine Familien. 22,4 Prozent waren Singlehaushalte und in 5,9 Prozent lebten Menschen mit 65 Jahren oder älter. Die Durchschnittshaushaltsgröße betrug 2,65 und die durchschnittliche Familiengröße war 3,11 Personen.
27,9 Prozent der Bevölkerung waren unter 18 Jahre alt. 13,7 Prozent zwischen 18 und 24 Jahre, 32,9 Prozent zwischen 25 und 44 Jahre, 17,8 Prozent zwischen 45 und 64, und 7,7 Prozent waren 65 Jahre alt oder Älter. Das Durchschnittsalter betrug 30 Jahre. Auf alle weibliche Personen kamen 102,3 männliche Personen. Auf alle Frauen im Alter von 18 Jahren oder darüber kamen 101,9 Männer.
Das jährliche Durchschnittseinkommen eines Haushalts betrug 37.466 $ und das jährliche Durchschnittseinkommen einer Familie betrug 41.459 $. Männer hatten ein durchschnittliches Einkommen von 28.308 $ gegenüber den Frauen mit 22.379 $. Das Prokopfeinkommen betrug 17.376 $. 12,8 Prozent der Bevölkerung und 10,4 Prozent der Familien lebten unterhalb der Armutsgrenze. 16,8 Prozent von ihnen sind Kinder und Jugendliche unter 18 Jahre und 13,7 Prozent sind 65 Jahre oder älter.